# Dicraeanthus zehnderi
Espèce
Statut de conservation UICN

 CR B1ab(ii,iii)+2ab(ii,iii) : 
En danger critique
Dicraeanthus zehnderi H. Hess est une espèce de plantes à fleurs de la famille des Podostemaceae et du genre Dicraeanthus, endémique du Cameroun.

## Étymologie
L'épithète spécifique zehnderi rend hommage à son collecteur, Zehnder.

## Description

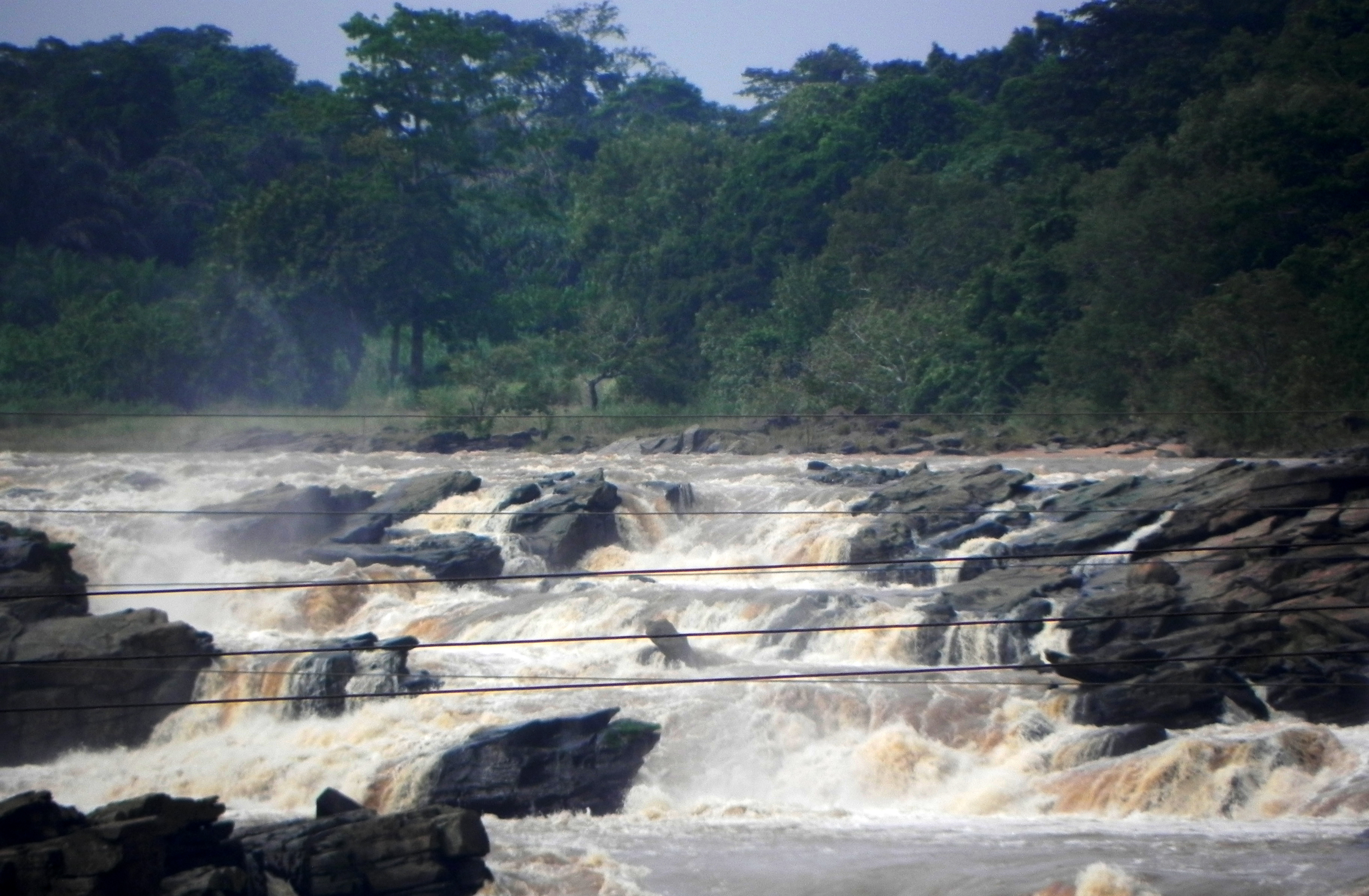
Chutes de la Sanaga.

C'est une petite herbe pouvant atteindre 60 cm de hauteur.

## Habitat
Endémique du Cameroun, très rare, Dicraeanthus zehnderi n'a été observée qu'en un seul lieu : aux chutes de la Sanaga à Édéa, près du barrage.

## Conservation
Discraeanthus zehnderi figure sur la liste rouge de l'UICN comme une espèce en danger critique d'extinction.